# Reginald McKenna
Reginald McKenna (6. července 1863, Londýn, Anglie – 6. září 1943, Londýn, Anglie) byl britský státník. Od konce 19. století jako poslanec Dolní sněmovny patřil k významným osobnostem Liberální strany. V liberálních a koaličních vládách před první světovou válkou a v jejím počátku byl správcem několika důležitých resortů. Postupně byl ministrem školství (1907–1908), námořnictva (1908–1911), vnitra (1911–1915) a financí (1915–1916). Po roce 1916 byl v opozici a po ztrátě poslaneckého mandátu (1918) žil v soukromí.

## Životopis

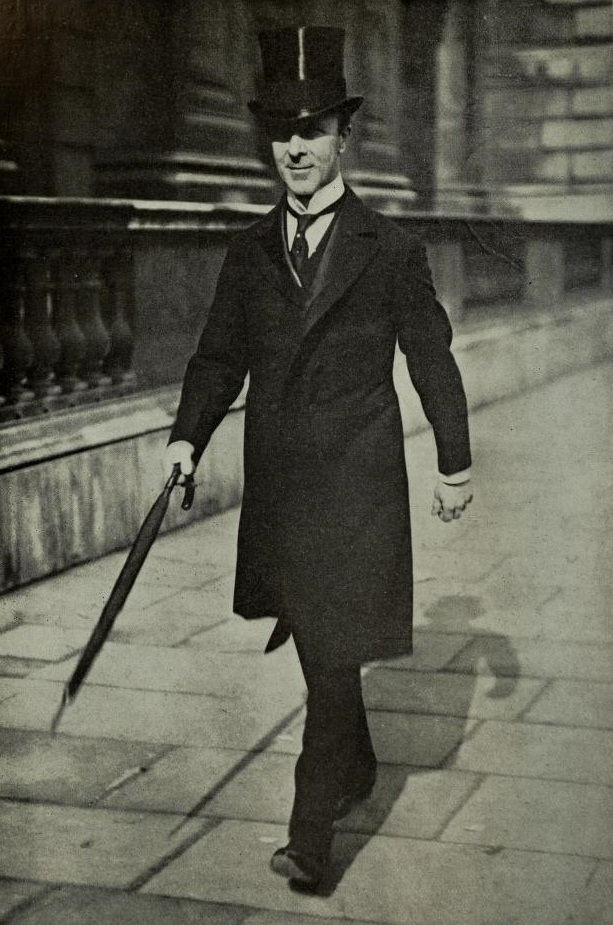
Reginald McKenna

Pocházel z bankéřské rodiny irského původu, byl pátým a nejmladším synem Williama Columbana McKenny. Vystudoval matematiku v Cambridge a během studií vynikl v různých sportech, především ve veslování. Od roku 1887 působil jako právník a v letech 1895–1918 byl poslancem Dolní sněmovny za skotské hrabství Monmouthshire. Na počátku své politické kariéry patřil k příznivcům bývalého premiéra hraběte Roseberyho a stoupencům liberálního imperialismu. Po dlouholeté vládě konzervativců se členem kabinetu stal až za premiéra Campbell-Bannermana. Nejprve byl náměstkem na ministerstvu financí, respektive finančním tajemníkem státního pokladu (Financial Secretary to the Treasury, 1905–1907), poté v letech 1907–1908 ministrem školství (President of the Board of Education) a od roku 1907 též členem Tajné rady. Jako ministr školství prosadil možnost bezplatného studia na středních školách. V letech 1908–1911 byl ministrem námořnictva (první lord admirality). Do funkce byl jmenován již za premiéra Asquitha, k jehož blízkým spolupracovníkům patřil. Do čela admirality se dostal namísto odvolaného lord Tweedmoutha a během více než tříletého úřadování se zasloužil o zintenzívnění námořního zbrojení. Ministerstvo námořnictva musel nakonec proti své vůli opustit v říjnu 1911, kdy byl pro reorganizaci námořnictva v době rostoucího mezinárodního napětí shledán jako ideální osobnost Winston Churchill. Mckenna namísto Churchilla převzal úřad ministra vnitra (1911–1915). Jako člen vlády a člen Výboru imperiální obrany těsně před první světovou válkou kritizoval rostoucí finanční požadavky Churchilla v čele admirality. Za první světové války byl předsedou státní komise pro zásobování na ministerstvu potravinářství (1914–1916) a mimo jiné byl odpůrcem všeobecné branné povinnosti, čímž se dostal do konfliktu s ministrem války Kitchenerem. Nakonec z ministerstva vnitra přešel do úřadu ministra financí (lord kancléř pokladu, 1915–1916) a v této funkci kvůli rostoucím nákladům na válku přistoupil ke zvýšení daňového zatížení. Odstoupil s celou Asquithovou vládou v prosinci 1916 a přešel do opozice. Ve volbách v roce 1918 ztratil poslanecký mandát a od té doby žil víceméně v soukromí, do smrti ale stál ještě ve vedení bankovního domu Midland Bank. V roce 1924 obdržel od premiéra Baldwina nabídku na úřad ministra financí. Svůj vstup do vlády podmínil tím, že získá poslanecký mandát za město Londýn. Rezignaci některého z poslanců za Londýn se však nepodařilo vyjednat a tím definitivně skončily McKennovy politické aktivity (ministrem financí v Baldwinově vládě se nakonec stal Winston Churchill). Ve všech svých vládních funkcích se věnoval především problematice financování a jako vystudovaný matematik proslul exaktním přístupem k řešení politických záležitostí.
V roce 1908 se oženil s Pamelou Jekyll (1889–1943), s níž měl dva syny. Starší Michael McKenna (1910–1931) zemřel na infekční chorobu, mladší David McKenna (1911–2003) sloužil v armádě a dosáhl hodnosti podplukovníka. Rodina vlastnila několik domů v Londýně.